# Capito brunneipectus
Capito brunneipectus là một loài chim trong họ Capitonidae.